# Luciano Montero Rechou
Luciano Montero Rechou (Bayonne, 8 gennaio 1930 – Ordizia, 4 aprile 2012) è stato un ciclista su strada spagnolo.
Professionista dal 1951 al 1960, prevalentemente come individuale, Campione spagnolo fra i dilettanti e vincitore di tre gare fra i professionisti.
Anche suo padre Ricardo Montero Hernández e suo zio Luciano Montero Hernández furono ciclisti professionisti.

## Palmarès
- 1950 (Dilettanti, una vittoria)

Campionati spagnoli dilettanti, Prova in linea
- 1953 (Individuale/Peugeot, una vittoria)

1ª tappa Bicicleta Eibarresa (Eibar > Eibar)
- 1959 (Boxing Club, una vittoria)

Gran Premio Beasain

### Altri successi
- 1960 (Garsa, una vittoria)

Trapagaran - San Salvador del Valle (criterium)